# 张慧 (1972年)
张慧（1972年12月—），女，汉族，安徽和县人，中华人民共和国政治人物。

## 生平
1992年6月加入中国共产党，1999年7月参加工作。历任共青团重庆市委高校工作部副部长，共青团重庆市委常委、少年部部长，共青团宁夏回族自治区委副书记、党组成员；共青团宁夏回族自治区委副书记、党组成员，自治区青联副主席；共青团宁夏回族自治区委副书记、党组成员兼第八届自治区青联主席、自治区少工委主任。2011年2月，任共青团宁夏回族自治区团委书记、党组书记。2013年3月，任宁夏回族自治区妇联党组书记、主席。